# Засулье (Полтавская область)
Засулье (укр. Засулля) — село, Лубенская городская община, Лубенский район, Полтавская область, Украина.

## Географическое положение
Село Засулье находится на левом берегу реки Сула, выше по течению на расстоянии в 3 км расположено село Пески, ниже по течению примыкает село Солоница, на противоположном берегу — город Лубны. Река в этом месте извилистая, образует лиманы, старицы и заболоченные озёра. Рядом проходят автомобильные дороги М-03, Т-1718, Р-42 и
железная дорога, станция Солоницкая.

## История
Во время Великой Отечественной войны в 1941—1943 гг. селение было оккупировано немецкими войсками.
Население по переписи 2001 года составляло 4544 человека.
В июне 2011 года на Украине была возобновлена работа стационарных постов дорожно-патрульной службы ГАИ МВД Украины, после чего на автотрассе М-03 «Киев — Харьков» у села Засулье был построен стационарный пост ГАИ (с 2012 года пост оборудован комплексом видеофиксации транспортных средств «Відеоконтроль-Рубіж»).

## Экономика
- Лубенский семеобрабатывающий завод[5].
- ОАО «Лубенский коноплезавод».
- Фирма «Дзеркало», ООО.
- Лубенский комбинат стройматериалов, КП.
- Лубенский райавтодор, филиал ДчП Полтаваоблавтодор.
- «Посулля», ЗАО.
- Лубенский кирпичный завод (Райагрострой), ООО.
- Лубенский конопляный завод, ОАО.

## Объекты социальной сферы
- Детский сад[6].
- Засульская гимназия.
- Дом культуры.

## Достопримечательности
- Братская могила советских воинов.